# Unisys
Unisys Corporation (NYSE: UIS) er en global it-service- og konsulentvirksomhed med ca. 30.000 ansatte i mere end 100 lande. Firmaet har tidligere især været kendt for at levere løsninger med servere og mainframes til forretningskritiske systemer i f.eks. banker og finansvirksomheder samt persontransportvirksomheder (fly/tog). Efterhånden er konsulentydelser, services og outsourcing de største forretningsområder for Unisys.
I Danmark lukkede Unisys i 2016 og har ikke længere aktiviteter.

## Historie
Rødderne til Unisys går tilbage til 1873. Selve firmaet Unisys Corporation blev først dannet i 1986, hvor det opstod som en fusion af to amerikanske selskaber: Sperry Rand and Burroughs Adding Machine Co. Disse selskaber havde hver især længere historier før fusionen. For Burroughs gik historien tilbage til 1886, da William Seward Burroughs grundlagde American Arithometer Company, der som de første introducerede en kommerciel regne- og bogholderimaskine på markedet. Med navneskiftet til Burroughs Adding Machine Co. i 1905 fortsatte man at sælge mange, innovative maskiner i de følgende år. Sperry Rand havde på samme måde innovative rødder og opstod som en fusion af Remington Rand og Sperry Gyroscope, to selskaber, der blev etableret i det 20. århundredes første årti. Remington Rand havde dog rødder endnu længere tilbage, da E. Remington & Sons lancerede den første, kommercielt funktionsdygtige skrivemaskine i 1873.
Sperry fremstillede og solgte navigationssystemer, mens Remington opnåede berømmelse med den første "støjsvage" skrivemaskine og opfandt den første elektroniske skrivemaskine helt tilbage i 1925. Remington lancerede Remington ENIAC, den første digitale computer, i 1945 og Univac i 1950, den computer som viste sig at være den vigtigste forgænger for vores moderne, digitale systemer.